# Christian Keber
Christian Keber (* 16. Oktober 1998 in Simmern (Hunsrück)) ist ein ehemaliger deutscher Schwimmer.

## Leben
2018 wurde er Vizemeister bei den Deutschen Juniorenmeisterschaften über 400 m Freistil für seinen Verein SG EWR Rheinhessen-Mainz. Außerdem wurde er bei den Deutschen Schwimmmeisterschaften 2018 Deutscher Vizemeister für den SG EWR Rheinhessen-Mainz.
Um sich im Schwimmsport weiter zu entwickeln wechselte Keber im Jahr 2018 zum Schwimm-Club Wiesbaden 1911 und war hier als Polizeikommissar-Anwärter in der Sportfördergruppe der Polizei Hessen aktiv. 2019 wurde er Vize-Meister über 1500 m Freistil und Dritter über 800 m bei den Deutschen Schwimmmeisterschaften 2019.
Bei den deutschen Freiwassermeisterschaften gewann er 2019 die Vizemeisterschaft über 10 km.
Im Februar 2020 wurde Keber für die Europameisterschaft im Freiwasser in Doha für die Strecke über 10 km nominiert.